# Calolampra aliena
Calolampra aliena är en kackerlacksart som beskrevs av Rehn, J. A. G. och Morgan Hebard 1927. Calolampra aliena ingår i släktet Calolampra och familjen jättekackerlackor.
Artens utbredningsområde är Haiti. Inga underarter finns listade.